# الليالي العربية (فلم 1942)
الليالي العربية (بالإنجليزية: Arabian Nights) هو فيلم مغامرة أمريكي من إخراج جون رولينز وبطولة سابو داستاجير وماريا مونتيز وجون هول وليف إريكسون، قصة الفيلم مستوحاة من روايات ألف ليلة وليلة ومن توزيع شركة يونيفرسال بيكتشرز وبعكس فيلم لص بغداد فهذا الفيلم لا يحتوي على وحوش أو فوق طبيعية. رشح الفيلم لنيل أربعة جوائز أوسكار عن أفضل موسيقى تصويرية وأفضل تصوير سينمائي وأفضل خلط أصوات وأفضل تصميم إنتاج.

## القصة
تبدأ قصة الفيلم بنظام الحريم في بلاد فارس، حيث تقوم زوجة هارون الرشيد شهرزاد بحكاية القصص له. وشهرزاد هي بالأصل راقصة يعجب بها صاحب سيرك إسمه أحمد، يعجب قمار شقيق هارون بشهرزاد، وبعد أن يعلم عن نبوءة تقول بأنها ستكون الملكة المستقبلية يحاول الزواج بها، ليأخذ العرش من هارون.

## البطولة
- سابو داستاجير بدور علي بن علي
- ماريا مونتيز بدور شهرزاد
- جون هول بدور هارون الرشيد
- ليف إريكسون بدور كامار
- بيلي جيلبرت بدور أحمد
- إدغار بارير بدور ندان
- ريتشارد لين بدور العريف
- تورهان باي بدور قائد الحرس
- جون كوالين بدور علاء الدين
- شيمب هاورد بدور سندباد
- ويلي دافيس بدور فالدا
- توماس جوميز بدور حكيم
- جيني لي غون بدور راقصة
- روبرت غريغ بدور مخصي
- تشارلز كولمان بدور مخصي
- إيموري بارنل بدور حارس الحريم

## وصلات خارجية
- مقالات تستعمل روابط فنية بلا صلة مع ويكي بيانات
- الليالي العربية على قاعدة بيانات الأفلام على الإنترنت